# Anyika Onuora
Nwanyika Jenete Onuora –conocida como Anyika Onuora– (Liverpool, 28 de octubre de 1984) es una deportista británica que compitió en atletismo, especialista en las carreras de relevos.
Participó en tres Juegos Olímpicos de Verano, entre los años 2008 y 2016, obteniendo una medalla de bronce en Río de Janeiro 2016, en la prueba de 4 × 400 m.
Ganó una medalla de bronce en el Campeonato Mundial de Atletismo de 2015 y cuatro medallas en el Campeonato Europeo de Atletismo entre los años 2006 y 2018.

## Palmarés internacional
| Juegos Olímpicos   | Juegos Olímpicos         | Juegos Olímpicos  | Juegos Olímpicos |
| Año                | Lugar                    | Medalla           | Prueba           |
| ------------------ | ------------------------ | ----------------- | ---------------- |
| 2016               | Río de Janeiro (Brasil)  | Medalla de bronce | 4 × 400 m        |
| Campeonato Mundial |                          |                   |                  |
| Año                | Lugar                    | Medalla           | Prueba           |
| 2015               | Pekín (China)            | Medalla de bronce | 4 × 400 m        |
| Campeonato Europeo |                          |                   |                  |
| Año                | Lugar                    | Medalla           | Prueba           |
| 2006               | Gotemburgo (Suecia)      | Medalla de plata  | 4 × 100 m        |
| 2016               | Ámsterdam (Países Bajos) | Medalla de oro    | 4 × 400 m        |
| 2016               | Ámsterdam (Países Bajos) | Medalla de bronce | 400 m            |
| 2018               | Berlín (Alemania)        | Medalla de bronce | 4 × 400 m        |